# Democracia totalitária
A democracia totalitária é um termo popularizado pelo historiador israelense Jacob Leib Talmon para se referir a um sistema de governo no qual representantes legalmente eleitos mantêm a integridade de um estado-nação cujos cidadãos, embora tenham o direito de votar, têm pouca ou nenhuma participação nas decisões no processo de construção do governo. A frase já havia sido usada por Bertrand de Jouvenel e E.H. Carr, e posteriormente por F. William Engdahl e Sheldon S. Wolin.

## JL Talmon
O livro de 1952 de JL Talmon, The Origins of Totalitarian Democracy, discute a transformação de um estado em que valores tradicionais e artigos de fé moldam o papel do governo em um em que a utilidade social tem precedência absoluta. Seu trabalho é uma crítica às ideias de Jean-Jacques Rousseau, cuja filosofia política influenciou muito a Revolução Francesa, o crescimento do Iluminismo em toda a Europa, bem como o desenvolvimento geral do pensamento político e educacional moderno. Em O Contrato Social, Rousseau afirma que os interesses do indivíduo e do Estado são um e o mesmo, e é responsabilidade do Estado implementar o "vontade geral".
O neologismo político democracia messiânica (também messianismo político) também deriva da introdução de Talmon a esta obra:
De fato, do ponto de vista de meados do século XX, a história dos últimos cento e cinquenta anos parece uma preparação sistemática para a colisão frontal entre a democracia empírica e liberal, por um lado, e a democracia messiânica totalitária, por outro, na qual a a crise mundial de hoje consiste.

## Diferenças na filosofia democrática
A filosofia da democracia totalitária, segundo Talmon, é baseada em uma visão de cima para baixo da sociedade, que vê uma verdade política absoluta e perfeita para a qual todos os humanos razoáveis são levados. Sustenta que não apenas está além do indivíduo chegar a essa verdade de forma independente, mas é seu dever e responsabilidade ajudar seus compatriotas a realizá-la. Além disso, quaisquer atividades públicas ou privadas que não encaminhem esse objetivo não têm finalidade útil, consomem tempo, dinheiro e energia daqueles que o fazem, e devem ser eliminadas. Assim, os empreendimentos econômicos e sociais, que tendem a fortalecer o coletivo, são vistos como valiosos, enquanto a educação e a religião, que tendem a fortalecer o indivíduo, são vistos como contraproducentes. "Você não pode ser cidadão e cristão ao mesmo tempo", diz Talmon, referindo-se aos argumentos de Rousseau, "porque as lealdades se chocam".
Em seu artigo Advances in Chinese Social Sciences (2001), Mao Shoulong, professor de Políticas Públicas da Universidade Renmin da China, assume uma posição diferente. Ele postula que a democracia totalitária, ou o que ele chama de "democracia orientada para a igualdade", é fundada na ideia de que é possível e necessário que os direitos e liberdades completos das pessoas não sejam reféns de tradições e arranjos sociais. Mao reconhece que o termo "totalitário" tem uma conotação anexada a ele, usado como foi por Giovanni Gentile para aplicar ao governo fascista italiano liderado por Benito Mussolini. Ele vê os defensores da democracia liberal (ou democracia "ocidental") como tendo uma atitude negativa em relação à palavra e acreditando que a força não é uma maneira apropriada de alcançar um objetivo, não importa o valor desse objetivo. Ele prefere o termo "democracia orientada para a liberdade" para descrever tal entidade política.

### Requisitos fundamentais
Uma democracia totalitária, diz Talmon, aceita a " soberania territorial exclusiva" como seu direito. Retém pleno poder de expropriação e pleno poder de imposição, ou seja, o direito de controle sobre tudo e todos. A manutenção de tal poder, na ausência de total apoio dos cidadãos, exige a supressão forçada de qualquer elemento dissidente, exceto o que o governo propositadamente permite ou organiza. Os democratas liberais, que vêem a força política crescendo de baixo para cima (cf: " raízes "), rejeitam em princípio a ideia de coerção na formação da vontade política, mas o estado democrático totalitário a mantém como um imperativo permanente.
Diz-se que um estado democrático totalitário maximiza seu controle sobre a vida de seus cidadãos usando a dupla lógica da vontade geral (ou seja, "bem público") e do governo da maioria. Pode-se argumentar que, em algumas circunstâncias, é na verdade a elite política, econômica e militar que interpreta a vontade geral de acordo com seus próprios interesses. Mais uma vez, no entanto, é o imperativo de alcançar o objetivo abrangente de um nirvana político que molda a visão do processo, e espera-se que o cidadão contribua com o melhor de suas habilidades; não se pede ao general que conduza o arado, nem ao agricultor que conduza as tropas.
Pode aproximar-se da condição de totalitarismo; Estados totalitários também podem se aproximar da condição de democracia, ou pelo menos de majoritarismo. Cidadãos de um estado democrático totalitário, mesmo quando conscientes de sua verdadeira impotência, podem apoiar seu governo. Quando a Alemanha começou a Segunda Guerra Mundial, o governo nazista tinha o apoio da maioria dos alemães e só muito mais tarde, depois que as perdas da Alemanha começaram a aumentar, o apoio a Hitler começou a desaparecer. Joseph Stalin foi praticamente adorado por centenas de milhões de cidadãos soviéticos, muitos dos quais não mudaram de opinião até hoje, e seu status garantiu que suas reformas econômicas e políticas fossem realizadas. O termo também foi aplicado mais recentemente à África do Sul sob o domínio do Congresso Nacional Africano.

### Guerra Fria e ilustrações socioeconômicas
O período da Guerra Fria após a Segunda Guerra Mundial viu grande polarização ideológica entre o chamado " Mundo Livre " e os estados comunistas. No Oriente, a repressão religiosa e intelectual foi recebida com crescente resistência, e a revolta húngara de 1956 e a Primavera de Praga de Alexander Dubček em 1968 são dois atos bem conhecidos de desafio, onde milhares foram assassinados a sangue frio por seus governos. O Massacre da Praça Tienanmen foi um exemplo semelhante de violência repressiva que levou a centenas de mortes.
Nos Estados Unidos, supostos comunistas e simpatizantes comunistas foram investigados pelo senadorJoseph McCarthy no que gerações posteriores recordariam como uma " caça às bruxas "; muitos comunistas acusados foram expulsos de seus empregos ou suas reputações foram escandalizadas. Pouco depois da época do livro de Talmon, a Guerra do Vietnã trouxe hostilidade ativa entre elementos do governo dos EUA e facções políticas dentro do povo americano. Uma facção insistiu que o governo dos EUA não os representava na imposição de guerra no Sudeste Asiático, protestando contra a guerra, bem como contra estruturas de poder antidemocráticas ou oligárquicas dentro da sociedade dos; essa facção ocasionalmente via repressão do governo, como por meio de "truques sujos" destinados a " subversivos" pelo FBI em COINTELPRO. Este conflito dentro da sociedade dos EUA chegou à violência durante os protestos e motins na Convenção Nacional Democrata de 1968 em Chicago, Illinois, e no Massacre do Estado de Kent, onde quatro manifestantes anti-guerra foram mortos a tiros pelos EUA Forças da Guarda Nacional.
Um conceito fundamental tanto para a democracia "liberal" quanto para a "totalitária" é o de liberdade. Segundo Talmon, a democracia totalitária vê a liberdade como algo conquistado apenas a longo prazo, e somente por meio do esforço coletivo; o objetivo político da ordem final e da harmonia final traz a liberdade final. Ao abordar todos os aspectos da vida de seus cidadãos, o estado democrático totalitário tem o poder de garantir que todas as necessidades materiais sejam atendidas do berço ao túmulo, e tudo o que se exige do cidadão é cumprir seu papel, seja ele qual for. , no melhor de sua capacidade. A democracia liberal, por outro lado, postula a liberdade como algo que pode e deve ser alcançado pelo indivíduo no curto prazo, mesmo à custa de coisas como o bem-estar material, e vê como elemento dessa liberdade uma "liberdade do governo" em que o indivíduo é capaz de exercer "liberdade" em seus próprios termos, na medida em que não contrariem a lei. Os proponentes de ambos os tipos de democracia argumentam que sua abordagem particular é a melhor para os cidadãos de seus respectivos países.
É a afirmação de Mao Shoulong que "a democracia orientada para a igualdade reconhece o valor da liberdade, mas sustenta que [ela] não pode ser alcançada por esforços individuais", mas sim por esforços coletivos. Ele argumenta que, enquanto a democracia orientada para a igualdade enfatiza o valor da igualdade sobre as liberdades individuais, o inverso é verdadeiro para a democracia orientada para a liberdade e, em cada caso, o Estado agirá para garantir a igualdade limitando a liberdade individual ou para garantir a liberdade individual. renunciando à igualdade. Alguns críticos dessa visão podem argumentar que igualdade e liberdades individuais são inseparáveis, e que uma não pode existir (ou ser sustentada) sem a outra. Outros críticos argumentam que a igualdade só pode ser assegurada pela coerção contínua, enquanto a garantia da liberdade individual requer apenas força contra indivíduos coercitivos e estados externos.
Shoulong também sustenta que uma lei não é válida se não tiver a aprovação do público. As leis aprovadas pelo Estado não requerem a aprovação do cidadão caso a caso, e pode-se facilmente argumentar que algumas leis atualmente em vigor em alguns países que se pretendem democracias liberais não têm a aprovação da maioria dos cidadãos. Por um lado, Rousseau argumentou em "O Contrato Social", que na democracia liberal estereotipada, os indivíduos são politicamente "livres" uma vez a cada mandato parlamentar, ou a cada dois ou quatro anos, quando votam em seus representantes, em suas eleições gerais ou em Dia de eleição.
No entanto, Rousseau deixa de considerar que o Estado não é uma instituição total dentro das democracias liberais, e que a liberdade do cidadão entre as eleições é a liberdade do cidadão de viver sua vida em busca de sua própria felicidade, sujeito à lei feita por seus representantes eleitos, que são, por sua vez, sujeitos à pressão popular, protesto público, petição, direito de recall, referendo, iniciativa, e, em última análise, a derrota eleitoral se não atenderem às opiniões daqueles que representam. Isso contrasta com uma democracia totalitária, com o Estado como uma instituição total, onde o indivíduo não é verdadeiramente livre sem uma participação constante em seu governo "democrático"; e assim, o indivíduo na democracia totalitária deve ser "forçado a ser livre" para que a democracia totalitária não se torne uma oligarquia totalitária .

## F. William Engdahl e Sheldon S. Wolin
F. William Engdahl e Sheldon S. Wolin acrescentam algumas novas dimensões à análise do totalitarismo. Em Full Spectrum Dominance: Totalitarian Democracy and the New World Order, Engdahl se concentra no esforço americano para alcançar a hegemonia global por meios militares e econômicos. Segundo ele, os objetivos do Estado norte-americano levaram a condições internas que se assemelham ao totalitarismo: "[é] um poder estabelecido que ao longo da Guerra Fria saiu do controle e agora ameaça não apenas as instituições fundamentais da democracia, mas até mesmo da vida no planeta através do risco crescente de guerra nuclear por erro de cálculo".

Wolin, também, analisa a simbiose de interesses empresariais e públicos que surgiram na Guerra Fria para formar a tendência do que ele chama de "totalitarismo invertido":
Ao explorar a autoridade e os recursos do Estado, [o totalitarismo invertido] ganha sua dinâmica ao combinar-se com outras formas de poder, como as religiões evangélicas, e mais notavelmente ao estimular uma relação simbiótica entre o governo tradicional e o sistema de governança "privado" representado pela corporação empresarial moderna. O resultado não é um sistema de co-determinação por parceiros iguais que mantêm suas respectivas identidades, mas sim um sistema que representa o amadurecimento político do poder corporativo. 
Em outro lugar, em um artigo intitulado "Totalitarismo Invertido" Wolin cita fenômenos como a falta de envolvimento dos cidadãos em um quadro político estreito (devido à influência do dinheiro), a privatização da previdência social e aumentos maciços nos gastos militares e gastos em vigilância como exemplos de afastamento do governo público e em direção ao controle privado. A influência corporativa é explícita na mídia e implícita na privatização da universidade. Além disso, muitos think-tanks políticos favoreceram esse processo, espalhando a ideologia conservadora. Wolin afirma: "[Com] todos os elementos no lugar ... o que está em jogo, então, é nada menos do que a tentativa de transformação de uma sociedade toleravelmente livre em uma variante dos regimes extremos do século passado".
Slavoj Žižek chega a conclusões semelhantes em seu livro Welcome to the Desert of the Real. Aqui ele argumenta que a guerra contra o terror serviu como justificativa para a suspensão das liberdades civis nos EUA, enquanto a promessa de democracia e liberdade foi espalhada no exterior como justificativa para invadir o Iraque e o Afeganistão. Uma vez que as democracias ocidentais estão sempre justificando estados de exceção, elas estão falhando como locais de agência política.

## Críticas ao conceito
De um ponto de vista lógico conceitual, os termos democracia (sentido liberal) e totalitarismo (experiência política) são mutuamente excludentes, dificilmente podendo-se verificar a junção de ambos num mesmo regime político de forma concreta. Todavia, de modo teórico, buscou-se enfatizar, através do conceito de "democrática totalitária" a busca de um coletivismo maior na solução dos dilemas da vida social, em oposição a um individualismo, típico de sociedade capitalistas ocidentais: Talmon expressa tal fato na necessidade de um estado forte que preserve as instituições sociais; Mao Shoulong expressará a oposição dialética entre liberdade e igualdade, enfatizando que um sistema político deverá zelar, sobretudo, pela igualdade, tal como na experiência política da china comunista; F. William Engdahl e Sheldon S. Wolin apresentam o conceito de totalitarismo invertido, opondo-se a possibilidade de uma democracia totalitária.
Como ideologia política em si, o totalitarismo é um fenômeno distintamente modernista e tem raízes históricas muito complexas. O filósofo Karl Popper traçou suas raízes em Platão, na concepção de Estado de Georg Wilhelm Friedrich Hegel e na filosofia política de Karl Marx, embora a concepção de totalitarismo de Popper tenha sido criticada na academia e permaneça altamente controversa. Outros filósofos e historiadores, como Theodor W. Adorno e Max Horkheimer, remontam a origem das doutrinas totalitárias ao Iluminismo, especialmente à ideia antropocentrista de que "o homem se tornou o mestre do mundo, um mestre desvinculado de qualquer vínculo com a natureza, sociedade e história."
No século XX, a ideia de poder absoluto do Estado foi desenvolvida pela primeira vez por fascistas italianos, e simultaneamente na Alemanha por um jurista e acadêmico nazista chamado Carl Schmitt durante a República de Weimar na década de 1920. Benito Mussolini, o fundador do fascismo italiano, definiu o fascismo como tal: "Tudo dentro do estado, nada fora do estado, nada contra o estado". Schmitt usou o termo Totalstaat (lit. 'Estado total') em seu influente trabalho de 1927 intitulado The Concept of the Political, que descrevia a base legal de um estado todo-poderoso. Os regimes totalitários são diferentes de outros regimes autoritários, pois o último denota um estado em que o único detentor do poder, geralmente um ditador individual, um comitê, uma junta militar ou um pequeno grupo de elites políticas, monopoliza o poder político. Um regime totalitário pode tentar controlar virtualmente todos os aspectos da vida social, incluindo a economia, o sistema educacional, as artes, a ciência e a vida privada e moral dos cidadãos através do uso de uma ideologia elaborada. Também pode mobilizar toda a população em busca de seus objetivos.